# Amidou
Amidou, pseudonimo di Hamidou Benmassoud (in arabo حميدو بنمسعود‎?, Ḥamidū Banmassʿūd; Rabat, 2 agosto 1935 – Parigi, 19 settembre 2013), è stato un attore marocchino naturalizzato francese.

## Biografia
Amidou debuttò a teatro nel 1961, a fianco di Madeleine Renaud e Jean-Louis Barrault, ne I paraventi di Jean Genet. I suoi primi passi al cinema risalgono a questo stesso anno grazie a Claude Lelouch, del quale divenne un attore feticcio. Padre dell'attrice Souad Amidou, nata nel 1959, negli anni ottanta fece anche un'apparizione come guest star nel videoclip di Gérard Blanc Une autre histoire, dove assunse l'aspetto dapprima di un doganiere marocchino poi di un magnate seduttore in compagnia di Annie Pujol. La sua fama in Italia è dovuta soprattutto alla sua interpretazione dell'indiano Girolamo, personaggio-spalla di Bud Spencer nel film western Occhio alla penna (1981). Amidou morì il 19 settembre 2013 a Parigi, a causa di una malattia.

## Filmografia

### Cinema
- Le Propre de l'homme, regia di Claude Lelouch (1961)
- Thé à la menthe, cortometraggio, regia di Pierre Kafian (1963)
- La parole est au témoin, solo voce, regia di Jean Faurez (1963)
- Una ragazza e quattro mitra (Une fille et des fusils), regia di Claude Lelouch (1965)
- Operazione golden car (Les grands moments), regia di Claude Lelouch (1965)
- Pattuglia anti gang (Brigade antigangs), regia di Bernard Borderie (1966)
- Vivere per vivere (Vivre pur vivre), regia di Claude Lelouch (1967)
- La signora non si deve uccidere (Fleur d'oseille), regia di Georges Lautner (1967)
- La ragazza di fronte (La fille d'en face), regia di Jean-Daniel Simon (1968)
- La chamade, regia di Alain Cavalier (1968)
- La vita, l'amore, la morte (La Vie, l'Amour, la Mort), regia di Claude Lelouch (1969)
- Soleil de printemps, regia di Latif Lahlou (1969)
- Voyou (Le Voyou), regia di Claude Lelouch (1970)
- Conto alla rovescia (Comptes à rebours), regia di Roger Pigaut (1971)
- Darsela a gambe (La poudre d'escampette), regia di Philippe de Broca (1971)
- 3 dritti a Saint Tropez (Smic, Smac, Smoc), regia di Claude Lelouch (1971)
- 7 cervelli per un colpo perfetto (Trois milliards sans ascenseur), regia di Roger Pigaut (1972)
- What a Flash!, non accreditato, regia di Jean-Michel Barjol (1972)
- La punizione (La punition), regia di Pierre-Alain Jolivet (1973)
- Hai mai provato... in una valigia? (La Valise), regia di Georges Lautner (1973)
- Operazione Rosebud (Rosebud), regia di Otto Preminger (1975)
- Il salario della paura (Sorcerer), regia di William Friedkin (1977)
- Occhio alla penna, regia di Michele Lupo (1981)
- Fuga per la vittoria (Victory), regia di John Huston (1981)
- Les p'tites têtes, regia di Bernard Ménez (1982)
- Afghanistan pourquoi?, regia di Abdellah Masbahi (1983)
- La nuit porte jarretelles, regia di Virginie Thévenet (1985)
- Adieu blaireau, regia di Bob Decout (1985)
- Champagne amer, regia di Ridha Behi (1986)
- L'union sacrée, regia di Alexandre Arcady (1989)
- Ci sono dei giorni... e delle lune (Il y a des jours...et des lunes), regia di Claude Lelouch (1990)
- La belle histoire, regia di Claude Lelouch (1992)
- Il giorno del perdono (Le Grand Pardon II), regia di Alexandre Arcady (1992)
- Unveiled, accreditato come Amidou Ben Messaoud, regia di William Cole (1994)
- Lalla Hobbi, regia di Mohamed Abderrahman Tazi (1996)
- Soleil, regia di Roger Hanin (1997)
- Ronin, accreditato come Amidou Ben Messaoud, regia di John Frankenheimer (1998)
- Ideus Kinky - Un treno per Marrakech (Hideous Kinky), regia di Gillies MacKinnon (1998)
- Regole d'onore (Rules of Engagement), regia di William Friedkin (2000)
- Spy Game, regia di Tony Scott (2001)
- And Now... Ladies & Gentlemen, regia di Claude Lelouch (2001)
- Heaven's Doors, regia di Imad e Swel Noury (2006)
- Moussem lamchaoucha, regia di Mohamed Bensouda (2009)
- Comme les cinq doigts de la main, regia di Alexandre Arcady (2010)

### Televisione
- Flore et Blancheflore - film TV (1961)
- L'ascenseur - film TV (1962)
- Cécilia, médecin de campagne - serie TV (1966)
- Antoine et Cléopâtre - film TV (1967)
- Les dossiers de l'écran - serie TV, 1 episodio (1981)
- La nuit et le moment - film TV (1985)
- Catherine - serie TV (1986)
- Commissario Navarro (Navarro) - serie TV, 1 episodio (1990)
- Sixième gauche - serie TV (1990)
- Prêcheur en eau trouble - film TV (1992)
- Jo et Milou - film TV (1992)
- Amore al cioccolato (Amour et chocolat) - film TV (1992)
- Police Secrets - serie TV, 1 episodio (1993)
- L'insoumise - film TV (1996)
- Drôle de père - film TV (1998)
- Joséphine, ange gardien - serie TV, 1 episodio (2001)
- Alì Babà e i 40 ladroni (Ali Baba et les 40 voleurs) - film TV (2007)
- Aïcha - serie TV, 4 episodi (2009-2012)

## Teatro
- Lawrence d'Arabia di Terence Rattigan, allestimento di Michel Vitold, Théâtre Sarah-Bernhardt (1961)
- Numancia di Miguel de Cervantes, allestimento di Jean-Louis Barrault, Odéon-Théâtre de France (1965)
- I paraventi di Jean Genet, allestimento di Roger Blin, Odéon-Théâtre de France (1966)
- Enrico VI di William Shakespeare, allestimento di Jean-Louis Barrault, Odéon-Théâtre de France (1966)

## Doppiatori italiani
Nelle versioni in italiano delle opere in cui ha recitato, Amidou è stato doppiato da:
- Angelo Nicotra in Fuga per la vittoria, Regole d'onore
- Ferruccio Amendola in Occhio alla penna
- Giorgio Lopez in Spy Game
- Luca Biagini in And Now... Ladies & Gentlemen